# Pega v očesu
Pega v očesu (COBISS) je zbirka kratkih zgodb Dušana Merca, izšla je leta 2004 pri Založbi Litera. 

## Vsebina
Kratke zgodbe v zbirki so kot nekaj izgubljenega od življenja. Včasih mučne zgodbe so vse prej kot minimalistične, širijo se v vse smeri in spravljajo v nek mrtvi tek vse, kar jim pride na pot. Občutek izgube in zavoženosti, ki ga popisujejo, nikoli ni nekaj, kar pride na koncu, ampak zaznamuje ves potek dogajanja skoraj vsake zgodbe. Stavki so kratki, včasih se celo zazdi, da so brezsmiselni, vendar občutek vara, saj vsak stavek nosi sporočilo. 